# Aoi Tada
Aoi Tada (jap. 多田 葵 Tada Aoi; ur. 3 lipca 1981 w Tokio) – japońska piosenkarka i autorka tekstów. Współpracowała z Himawari Theatre Group. Jako aktorka głosowa użyczyła głosu Edward Wong Hau Pepelu Tivrusky IV, głównej bohaterce anime Cowboy Bebop.
W 2005 podpisała kontrakt z Moon-Bunny Entertainment i rozpoczęła karierę jako wokalistka i autorka tekstów. Śpiewała piosenki przewodnie m.in. do seriali anime Gunslinger Girl: Il Teatrino i Angel Beats! Jest także związana z grupą wokalną Veil.

## Role

### Seriale anime[2]
- Cowboy Bebop (Edward Wong Hau Pepelu Tivrusky IV)
- Kindaichi Case Files (Ogura Noeru)
- Digimon Tamers (Terriermon, Lopmon)

### Filmy anime[2]
- Cowboy Bebop: Pukając do nieba bram (Edward Wong Hau Pepelu Tivrusky IV)
- Digimon Adventure 02: Digimon Hurricane Touchdown/Supreme Evolution! The Golden Digimentals (Gummimon)
- Digimon Tamers: Battle of Adventurers (Terriermon)
- Digimon Tamers: Runaway Locomon (Terriermon, Lopmon)

### Gry
- Cowboy Bebop (PlayStation) (Edward Wong Hau Pepelu Tivrusky IV)
- Cowboy Bebop: Tsuioku no Serenade (Edward Wong Hau Pepelu Tivrusky IV)
- Sunrise Eiyūtan (Run Forest, Edward Wong Hau Pepelu Tivrusky IV)
- Digimon Rumble Arena (Terriermon)

### Musicale
- Annie (Annie)
- Algo Musical: Algo Hajimete no Bōken
- Algo Musical: Hikari no Hashi wo Koete
- Algo Musical: Ōgon no Shima
- The Sound of Music
- The Goodbye Girl

## Dyskografia

### Single[1][2]
- „Doll/Human” (30 stycznia 2008)
  - Singel dzielony z Lią; piosenka przewodnia do serialu anime Gunslinger Girl -Il Teatrino-
- „Shirley” (9 maja 2008)
- „My Soul, Your Beats!/Brave Song” (26 maja 2010)
  - Singel dzielony z Lią; piosenka przewodnia do serialu anime Angel Beats!
- „Bravely You/Yakeochinai tsubasa” (26 sierpnia 2015)
  - Singiel dzielony z Lią; piosenka przewodnia do serialu anime Charlotte
- „Word of Dawn / Okiraku kyūsai” (21 września 2016)
  - Piosenka przewodnia do serialu anime Rewrite

### Albumy
- Nanairo no uta (7 lipca 2006)
- Sketchbook (5 czerwca 2009)
- Meruhen (10 grudnia 2010)

### Pozostałe
- Cowboy Bebop Original Soundtrack 3: Blue (1 maja 1999)
  - „Wo Qui Non Coin”
- Cowboy Bebop: Knockin’ on heaven’s door O.S.T. Future Blues (29 sierpnia 2001)
  - „3.14”
- CowBoy Bebop CD Box (21 czerwca 2002)
  - „Sasurai no Cowboy”
- Digimon Tamers Best Tamers 3: Li Jianliang & Terriermon (1 sierpnia 2001)
- Digimon Tamers Best Tamers 8: Li Shaochung & Lopmon (28 lutego 2002)
- Genesis of Aquarion Original Soundtrack (8 czerwca 2005)
  - „Tori ni Natte”
- Gunslinger Girl -Il Teatrino- Vocal Album (23 kwietnia 2008)
  - „Scarborough Fair”
  - „Tsuioku ~Mori to Mizu no Uta~”
- Angel Beats! Original Soundtrack (28 lipca 2010)
  - „Brave Song”
- Rewrite Original Soundtrack (28 października 2011)
  - „Watari no Uta”
  - „CANOE”